# Jesus jag följer hur det storma må
Jesus jag följer hur det storma må är en körsång med text och musik från 1890 av Frederick Booth-Tucker.

## Publicerad i
- Frälsningsarméns sångbok 1968 som nr 105 i körsångsdelen under rubriken "Jubel, Strid Och Erfarenhet".
- Frälsningsarméns sångbok 1990 som nr 844 under rubriken "Glädje, vittnesbörd, tjänst".